# Lolowau (Lolowau)
Lolowau is een bestuurslaag in het regentschap Nias Selatan van de provincie Noord-Sumatra, Indonesië. Lolowau telt 1270 inwoners (volkstelling 2010).